# Iacobeni, Iași
Iacobeni este un sat în comuna Vlădeni din județul Iași, Moldova, România.
Așezare de vale, de tip "adunat", satul Iacobeni este situat pe unul din grindurile râului Jijia, pe dreapta. Dateaza din anul 1502 și este atestat documentar în anul 1862. Aici s-a descoperit o necropolă din epoca bronzului și a migrațiilor. Tot aici avea curtea boierească marele vornic Ion Moțoc.
Localitatea se află la 5 km distanță de Vlădeni, pe drumul comunal DC3. Satul poate fi considerat mezinul comunei, cu cei aproape 300 de locuitori și 36 ha teren intravilan. Aici funcționează o moara de porumb, construită în anul 1992, o presă de ulei din floarea-soarelui și o școală gimnazială. Clădirea gării - halta Iacobenii Vechi, este inclusă în lista monumentelor de arhitectură din județ.